# Weierstraßsche ℘-Funktion
In der Mathematik bezeichnet die Weierstraßsche ℘-Funktion (sprich „… p-Funktion“, siehe Weierstraß-p) eine bestimmte elliptische Funktion in Abhängigkeit eines Gitters. Benannt ist sie nach dem Mathematiker Karl Weierstraß. Mithilfe der Weierstraßschen ℘-Funktion und ihrer Ableitung lassen sich elliptische Kurven über den komplexen Zahlen parametrisieren.

## Definition

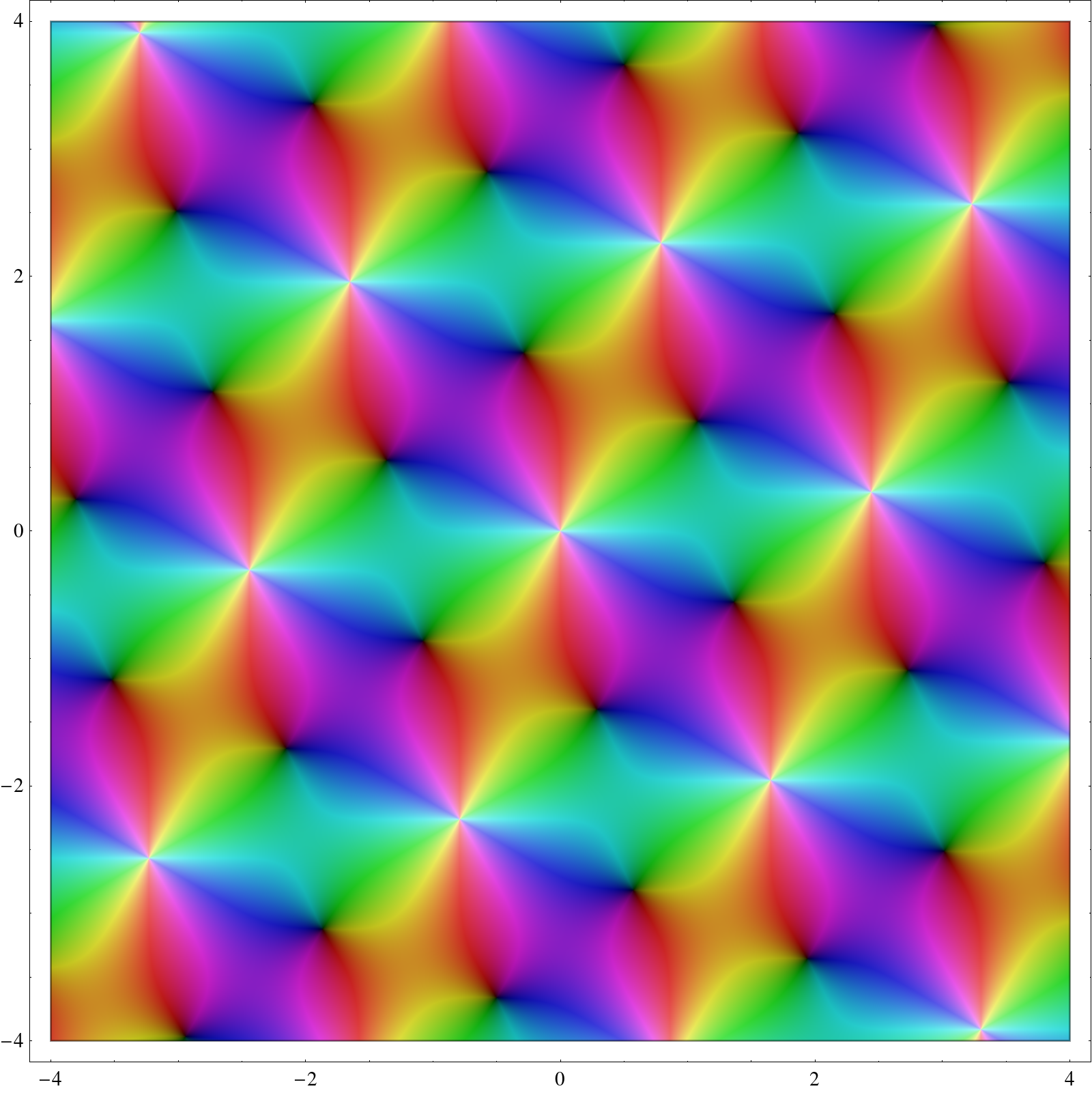
Graph der ℘-Funktion mit den Invarianten und, wobei die weißen Stellen für Pole und die schwarzen für Nullstellen stehen

Seien {\displaystyle \omega _{1},\omega _{2}\in \mathbb {C} \setminus \{0\}} zwei komplexe Zahlen, welche über {\displaystyle \mathbb {R} } linear unabhängig sind und sei {\displaystyle \Lambda :=\{m\omega _{1}+n\omega _{2}:m,n\in \mathbb {Z} \}} das Gitter, das von {\displaystyle \omega _{1}} und {\displaystyle \omega _{2}} erzeugt wird. Dann ist die ℘-Funktion zum Gitter {\displaystyle \Lambda } wie folgt definiert:
{\displaystyle \wp (z,\omega _{1},\omega _{2}):=\wp (z,\Lambda ):={\frac {1}{z^{2}}}+\sum _{\lambda \in \Lambda \setminus \{0\}}\left({\frac {1}{(z-\lambda )^{2}}}-{\frac {1}{\lambda ^{2}}}\right)}
Die Reihe konvergiert lokal gleichmäßig absolut in {\displaystyle \mathbb {C} \setminus \Lambda }. Häufig wird statt {\displaystyle \wp (z,\omega _{1},\omega _{2})} auch nur {\displaystyle \wp (z)} geschrieben.
Die Weierstraßsche ℘-Funktion ist gerade so konstruiert, dass sie einen Pol der Ordnung 2 an jeder Stelle {\displaystyle \lambda \in \Lambda } hat. Da die Summe {\displaystyle \sum _{\lambda \in \Lambda }{\frac {1}{(z-\lambda )^{2}}}} alleine nicht absolut konvergieren würde, ist es nötig, den Term {\displaystyle -{\frac {1}{\lambda ^{2}}}} hinzuzufügen.

## Motivation
Eine Kubik der Form {\displaystyle C_{g_{2},g_{3}}^{\mathbb {C} }=\{(x,y)\in \mathbb {C} ^{2}:y^{2}=4x^{3}-g_{2}x+g_{3}\}}, wobei {\displaystyle g_{2},g_{3}\in \mathbb {C} } komplexe Zahlen sind mit {\displaystyle g_{2}^{3}-27g_{3}^{2}\neq 0}, lässt sich nicht rational parametrisieren. Dennoch würde man gerne eine Parametrisierung finden.
Für die Quadrik {\displaystyle K=\{(x,y)\in \mathbb {R} ^{2}:x^{2}+y^{2}=1\}}, also den Einheitskreis, existiert bekanntlich eine (nichtrationale) Parametrisierung durch die Sinusfunktion und deren Ableitung, die Kosinusfunktion:
{\displaystyle \psi :\mathbb {R} /2\pi \mathbb {Z} \to K}, {\displaystyle t\mapsto (\sin(t),\cos(t))}.
Wegen der Periodizität des Sinus und des Kosinus ist hier {\displaystyle \mathbb {R} /2\pi \mathbb {Z} } als Definitionsbereich gewählt, um eine injektive Abbildung zu erhalten.
Auf ganz analoge Weise erhält man auch eine Parametrisierung der Kubik {\displaystyle C_{g_{2},g_{3}}^{\mathbb {C} }} mit der doppeltperiodischen ℘-Funktion (siehe im Abschnitt „Zusammenhang mit elliptischen Kurven“). Diese Parametrisierung hat dann den Definitionsbereich {\displaystyle \mathbb {C} /\Lambda }, was topologisch einem Torus entspricht.
Es gibt noch eine weitere Analogie zu den trigonometrischen Funktionen. Betrachtet man die Integralfunktion
{\displaystyle a(x)=\int _{0}^{x}{\frac {dy}{\sqrt {(1-y^{2})}}}},
dann lässt sich diese durch die Substitution {\displaystyle y=\sin(t)} und {\displaystyle s=\arcsin(x)} vereinfachen. Dadurch ergibt sich:
{\displaystyle a(x)=\int _{0}^{s}dt=s=\arcsin(x)}
Das bedeutet, {\displaystyle a^{-1}(x)=\sin(x)}. Also erhält man den Sinus als Umkehrfunktion einer Integralfunktion.
Auch elliptische Funktionen sind Umkehrfunktionen von Integralfunktionen, den elliptischen Integralen. Insbesondere erhält man die ℘-Funktion auf folgende Weise:
Sei
{\displaystyle u(z)=-\int _{z}^{\infty }{\frac {ds}{\sqrt {4s^{3}-g_{2}s-g_{3}}}}}.
Dann lässt sich {\displaystyle u^{-1}} auf die komplexe Ebene fortsetzen und entspricht der ℘-Funktion.

## Eigenschaften
- ℘ ist eine gerade Funktion. Das heißt, es gilt {\displaystyle \wp (z)=\wp (-z)} für alle {\displaystyle z\in \mathbb {C} \setminus \Lambda }, wie man auf folgende Weise sieht:

{\displaystyle \wp (-z)={\frac {1}{(-z)^{2}}}+\sum _{\lambda \in \Lambda \setminus \{0\}}\left({\frac {1}{(-z-\lambda )^{2}}}-{\frac {1}{\lambda ^{2}}}\right)={\frac {1}{z^{2}}}+\sum _{\lambda \in \Lambda \setminus \{0\}}\left({\frac {1}{(z+\lambda )^{2}}}-{\frac {1}{\lambda ^{2}}}\right)={\frac {1}{z^{2}}}+\sum _{\lambda \in \Lambda \setminus \{0\}}\left({\frac {1}{(z-\lambda )^{2}}}-{\frac {1}{\lambda ^{2}}}\right)=\wp (z)}
Die vorletzte Gleichheit folgt daraus, dass {\displaystyle \{-\lambda :\lambda \in \Lambda \}=\Lambda }. Da die Summe absolut konvergiert, ändert diese Umordnung am Grenzwert nichts.
- ℘ ist meromorph und die Ableitung ist gegeben durch

{\displaystyle \wp '(z)=-2\sum _{\lambda \in \Lambda }{\frac {1}{(z-\lambda )^{3}}}}.
- {\displaystyle \wp } und {\displaystyle \wp '} sind doppeltperiodisch mit den Perioden {\displaystyle \omega _{1}} und {\displaystyle \omega _{2}}. Das bedeutet, es gilt[6]:

{\displaystyle \wp (z+\omega _{1})=\wp (z)=\wp (z+\omega _{2})} und {\displaystyle \wp '(z+\omega _{1})=\wp '(z)=\wp '(z+\omega _{2})}.
Daraus folgt, dass für alle {\displaystyle \lambda \in \Lambda } gilt: {\displaystyle \wp (z+\lambda )=\wp (z)} und {\displaystyle \wp '(z+\lambda )=\wp '(z)}. Funktionen, die meromorph und doppeltperiodisch sind, nennt man auch elliptische Funktionen.

## Laurent-Entwicklung
Sei {\displaystyle r:=\min\{{|\omega }|:\omega \neq 0\}}. Dann hat die ℘-Funktion für {\displaystyle 0<|z|<r} folgende Laurent-Reihe:
{\displaystyle \wp (z)={\frac {1}{z^{2}}}+\sum _{n=1}^{\infty }(2n+1)G_{2n+2}z^{2n}},
wobei
{\displaystyle G_{n}=\sum _{0\neq \omega \in \Lambda }\omega ^{-n}} für {\displaystyle n\geq 3} sogenannte Eisensteinreihen sind.

## Differentialgleichung
Wir setzen {\displaystyle g_{2}=60G_{4}} und {\displaystyle g_{3}=140G_{6}}. Dann erfüllt die ℘-Funktion folgende Differentialgleichung:
{\displaystyle \wp '^{2}(z)=4\wp ^{3}(z)-g_{2}\wp (z)-g_{3}}.
Dies lässt sich verifizieren, indem man den Pol an der Stelle {\displaystyle z=0} durch eine Linearkombination von Potenzen von {\displaystyle \wp } und {\displaystyle \wp '} eliminiert. Dann erhält man eine ganze, elliptische Funktion, die nach dem Satz von Liouville konstant sein muss.

## Invarianten und modulare Diskriminante
Die Koeffizienten {\displaystyle g_{2}} und {\displaystyle g_{3}}, die in der Differentialgleichung auftauchen, heißen die Invarianten. Man betrachtet {\displaystyle g_{2}} und {\displaystyle g_{3}} als Funktionen in {\displaystyle \omega _{1}} und {\displaystyle \omega _{2}} und definiert die Diskriminante {\displaystyle \Delta :=g_{2}^{3}-27g_{3}^{2}}.
Wie man an der Eisensteinreihe erkennen kann, sind {\displaystyle g_{2}} und {\displaystyle g_{3}} homogene Funktionen vom Grad −4 und −6. Das heißt, es gilt:
{\displaystyle g_{2}(\lambda \omega _{1},\lambda \omega _{2})=\lambda ^{-4}g_{2}(\omega _{1},\omega _{2})}, {\displaystyle g_{3}(\lambda \omega _{1},\lambda \omega _{2})=\lambda ^{-6}g_{3}(\omega _{1},\omega _{2})}, {\displaystyle \Delta (\lambda \omega _{1},\lambda \omega _{2})=\lambda ^{-12}\Delta (\omega _{1},\omega _{2})} für {\displaystyle \lambda \neq 0}.
Wenn {\displaystyle \omega _{1}} und {\displaystyle \omega _{2}} so gewählt sind, dass {\displaystyle \operatorname {Im} \left({\frac {\omega _{2}}{\omega _{1}}}\right)>0}, können  {\displaystyle g_{2},g_{3}} und {\displaystyle \Delta } als Funktionen in einer komplexen Variablen in der oberen Halbebene {\displaystyle \mathbb {H} :=\{z\in \mathbb {C} :\operatorname {Im} (z)>0\}} aufgefasst werden.
Dazu setzt man {\displaystyle \tau ={\frac {\omega _{2}}{\omega _{1}}}} und erhält:
{\displaystyle g_{2}(1,\tau )=\omega _{1}^{4}g_{2}(\omega _{1},\omega _{2})}, {\displaystyle g_{3}(1,\tau )=\omega _{1}^{6}g_{3}(\omega _{1},\omega _{2})} und {\displaystyle \Delta (1,\tau )=\omega _{1}^{12}\Delta (\omega _{1},\omega _{2})}.
Also werden {\displaystyle g_{2}}, {\displaystyle g_{3}} und {\displaystyle \Delta } dadurch nur skaliert. Man setzt nun:
{\displaystyle g_{2}(\tau ):=g_{2}(1,\tau )}, {\displaystyle g_{3}(\tau ):=g_{3}(1,\tau )}, {\displaystyle \Delta (\tau ):=\Delta (1,\tau )}
Damit erhält man sogenannte Modulformen. Auch die ℘-Funktion kann auf diese Weise als Modulform aufgefasst werden.

## Zusammenhang mit elliptischen Kurven
Sei ein Gitter {\displaystyle \Lambda :=\{m\omega _{1}+n\omega _{2}:m,n\in \mathbb {Z} \}}, wobei {\displaystyle \omega _{1},\omega _{2},g_{2},g_{3}\in \mathbb {C} \setminus \{0\}} komplexe Zahlen sind, sodass {\displaystyle \omega _{1}} und {\displaystyle \omega _{2}} linear unabhängig über {\displaystyle \mathbb {R} } sind.
Betrachte nun die ebene kubische Kurve
{\displaystyle C_{g_{2},g_{3}}^{\mathbb {C} }=\{(x,y)\in \mathbb {C} ^{2}:y^{2}=4x^{3}-g_{2}x+g_{3}\}}
bzw. die projektive Kurve
{\displaystyle {\bar {C}}_{g_{2},g_{3}}^{\mathbb {C} }=\{(x,y)\in \mathbb {C} ^{2}:y^{2}=4x^{3}-g_{2}x+g_{3}\}\cup \{\infty \}\subset \mathbb {P} _{\mathbb {C} }^{2}}.
Für diese Kubiken, auch Weierstraßkubiken genannt, existieren keine Parametrisierungen durch rationale Funktionen, falls {\displaystyle \Delta \neq 0} ist. Trotzdem gibt es eine explizite Parametrisierung mittels der ℘-Funktion und ihrer Ableitung {\displaystyle \wp '}.
Damit erhält man die Abbildung
{\displaystyle \varphi :\mathbb {C} \setminus \Lambda \to C_{g_{2},g_{3}}^{\mathbb {C} },z\mapsto (\wp (z),\wp '(z))}.
Indem man das Gitter {\displaystyle \Lambda } auf den Punkt {\displaystyle \infty } abbildet, kann die Abbildung fortgesetzt werden zu
{\displaystyle \varphi :\mathbb {C} \to {\bar {C}}_{g_{2},g_{3}}^{\mathbb {C} }}.
Aufgrund der Periodizität von {\displaystyle \wp } und {\displaystyle \wp '} ist diese Abbildung jedoch nicht injektiv. Wählt man stattdessen {\displaystyle \mathbb {C} /\Lambda }, erhält man dann die Abbildung
{\displaystyle {\tilde {\varphi }}:\mathbb {C} /\Lambda \to {\bar {C}}_{g_{2},g_{3}}^{\mathbb {C} }}.
{\displaystyle \mathbb {C} /\Lambda } ist dabei sowohl eine abelsche Gruppe als auch ein topologischer Raum, versehen mit der Quotiententopologie.
Die Abbildung {\displaystyle {\tilde {\varphi }}} ist nun bijektiv und parametrisiert die Kurve {\displaystyle {\bar {C}}_{g_{2},g_{3}}^{\mathbb {C} }}.
Weiter lässt sich zeigen, dass jede glatte Weierstraßkubik auf diese Weise gegeben ist. Also dass es für jedes Paar {\displaystyle g_{2},g_{3}\in \mathbb {C} } mit {\displaystyle \Delta =g_{2}^{3}-27g_{3}^{2}\neq 0} ein Gitter {\displaystyle \Lambda :=\{m\omega _{1}+n\omega _{2}:m,n\in \mathbb {Z} \}} gibt, sodass
{\displaystyle g_{2}=g_{2}(\omega _{1},\omega _{2})} und {\displaystyle g_{3}=g_{3}(\omega _{1},\omega _{2})}.
Die Aussage, dass alle elliptischen Kurven über {\displaystyle \mathbb {Q} } durch Modulformen über {\displaystyle \mathbb {Q} } parametrisiert werden können, ist als Modularitätssatz bekannt. Dieser Satz ist von großer Bedeutung in der Zahlentheorie. Andrew Wiles konnte mit einem Teilbeweis des Modularitätssatzes 1995 den Großen Fermatschen Satz beweisen.

## Additionstheoreme
Seien {\displaystyle z,w\in \mathbb {C} }, sodass {\displaystyle z,w,z+w,z-w\notin \Lambda }. Dann gilt:
{\displaystyle \wp (z+w)={\frac {1}{4}}\left[{\frac {\wp '(z)-\wp '(w)}{\wp (z)-\wp (w)}}\right]^{2}-\wp (z)-\wp (w)}.
Darüber hinaus gibt es noch die Verdopplungsformel:
{\displaystyle \wp (2z)={\frac {1}{4}}\left[{\frac {\wp ''(z)}{\wp '(z)}}\right]^{2}-2\wp (z)}.
Diese Formeln haben auch eine geometrische Bedeutung, wenn man wie im vorherigen Abschnitt die elliptische Kurve {\displaystyle {\bar {C}}_{g_{2},g_{3}}^{\mathbb {C} }} zusammen mit der Abbildung {\displaystyle {\tilde {\varphi }}:\mathbb {C} /\Lambda \to {\bar {C}}_{g_{2},g_{3}}^{\mathbb {C} }} betrachtet.
{\displaystyle \mathbb {C} /\Lambda } ist als Faktorgruppe selbst eine Gruppe. Diese Gruppenstruktur überträgt sich auch auf die Kurve {\displaystyle {\bar {C}}_{g_{2},g_{3}}^{\mathbb {C} }} (siehe Gruppenoperationen auf elliptischen Kurven) und kann dort geometrisch interpretiert werden.
Damit ist {\displaystyle {\tilde {\varphi }}} dann insbesondere ein Gruppenisomorphismus. Nun lässt sich das Additionstheorem auch auf folgende Weise geometrisch formulieren:
Die Summe dreier paarweise verschiedener Punkte {\displaystyle a,b,c\in {\bar {C}}_{g_{2},g_{3}}^{\mathbb {C} }}ist genau dann Null, wenn sie auf einer gemeinsamen Geraden in {\displaystyle \mathbb {P} _{\mathbb {C} }^{2}} liegen.
Dies ist äquivalent dazu, dass gilt:
{\displaystyle \det \left({\begin{array}{rrr}1&\wp (u+v)&-\wp '(u+v)\\1&\wp (v)&\wp '(v)\\1&\wp (u)&\wp '(u)\\\end{array}}\right)=0},
wobei {\displaystyle \wp (u)=a}, {\displaystyle \wp (v)=b} und {\displaystyle u,v\notin \Lambda } gelte.